# Chamoux-sur-Gelon
Chamoux-sur-Gelon är en kommun i departementet Savoie i regionen Auvergne-Rhône-Alpes i sydöstra Frankrike. Kommunen ligger i kantonen Chamoux-sur-Gelon som tillhör arrondissementet Chambéry. År 2022 hade Chamoux-sur-Gelon 961 invånare.

## Befolkningsutveckling
Antalet invånare i kommunen Chamoux-sur-Gelon
| Referens: INSEE |